# Henriette Spitzeder
Henriette Louise Adolphine Caroline Spitzeder, geborene Schüler, auch Henriette Spitzeder-Schüler (* 18. März 1800 in Dessau; † 30. November 1828 in Berlin), war eine deutsche Opernsängerin (Sopran).

## Leben
Spitzeder war das Kind des Komikers Carl Schüler und der Sängerin Eugenie Schüler geb. Bonasegla, Tochter des italienischen Sängers und Musikers Giuseppe Bonasegla († 1820), Musiklehrer am kurfürstlichen Philanthropin in Frankenthal (Pfalz). Sie schien die Stimme von ihrer Mutter, die auch ihre Gesangslehrerin war, geerbt zu haben, schon in jungen Jahren wurde man drauf aufmerksam.
Sie wurde ausgebildet und zeichnete sich durch besondere Klangfülle und Umfang aus. Gleich beim ersten Engagement der jungen Künstlerin in Nürnberg wurden die gediegene Intonation sowie die Reinheit und Präzision des Vortrags gerühmt. Sie debütierte mit 14 Jahren unter dem Pseudonym Dlle. Schäfer als Königin der Nacht.
Am 22. Januar 1817 heiratete sie in Nürnberg den Sänger und Schauspieler Josef Spitzeder, mit dem sie zehn Kinder hatte. 1819 trat sie in den Verband des Kärntnertor-Theaters in Wien, wo sie als „Zerline“ und „Cherub“ besonders gefiel. Von Wien aus unternahm sie auch größere Gastspiele. Auf einem solchen in Berlin gefiel sie dermaßen, dass sie in den Verband der dortigen Oper treten musste. Sie löste daher ihre Beziehungen zum Theater an der Wien, wo sie bisher engagiert war. Nachdem sie vier Jahre, namentlich in Mozartschen Opern in Berlin mit größtem Erfolg aufgetreten war, verließ sie 1828 ohne zwingende Gründe das Theater gänzlich. Sie zog sich von der Bühne zurück und starb bei der Geburt ihres zehnten Kindes.